# جبل حوران
جبل حوران ويسمى جبل العرب أو جبل الدروز هو جبل يقع في جنوب سورية، وهو عبارة عن امتدادات جبلية تمتد في محافظة السويداء، وترتفع القمم لتصل إلى أكثر من 1809 متر، وتنتشر على سفوح الجبل عبر امتداده الكبير عدد من المدن وعشرات البلدات والقرى. حالياً يُشكل الموحدون الدروز الأغلبية السكانيَّة في جبل حوران، وتضم المنطقة على عدد كبير من السكان المسيحيين، سواء من أتباع بطريركية أنطاكية للروم الأرثوذكس وكنيسة الروم الملكيين الكاثوليك.

## المعالم والآثار
منطقة جبل حوران منطقة تاريخية وأثرية هامة وتعتبر جميع مناطق الجبل منطقة أثرية بالكامل وفيها عدد كبير من الأوابد التاريخية للحضارات الرومانية والبيزنطية - اليونانية والنبطية وغيرها، وتلاحظ المدن والقرى الأثرية بكثافة، يصل عدد المواقع الأثرية في الجبل إلى مئات المواقع. منها المعابد والكنائس والمساكن بالآلاف، والقصور والخزانات، ومعاصر العنب، والبرك الأثرية، وخزانات المياه الرومانية، والأديرة، والحمامات، والمقابر، والأماكن الدينية، والشوارع المرصوفة بالحجارة، والبوابات والأقواس الرومانية، والأعمدة والقلاع وغيرها.

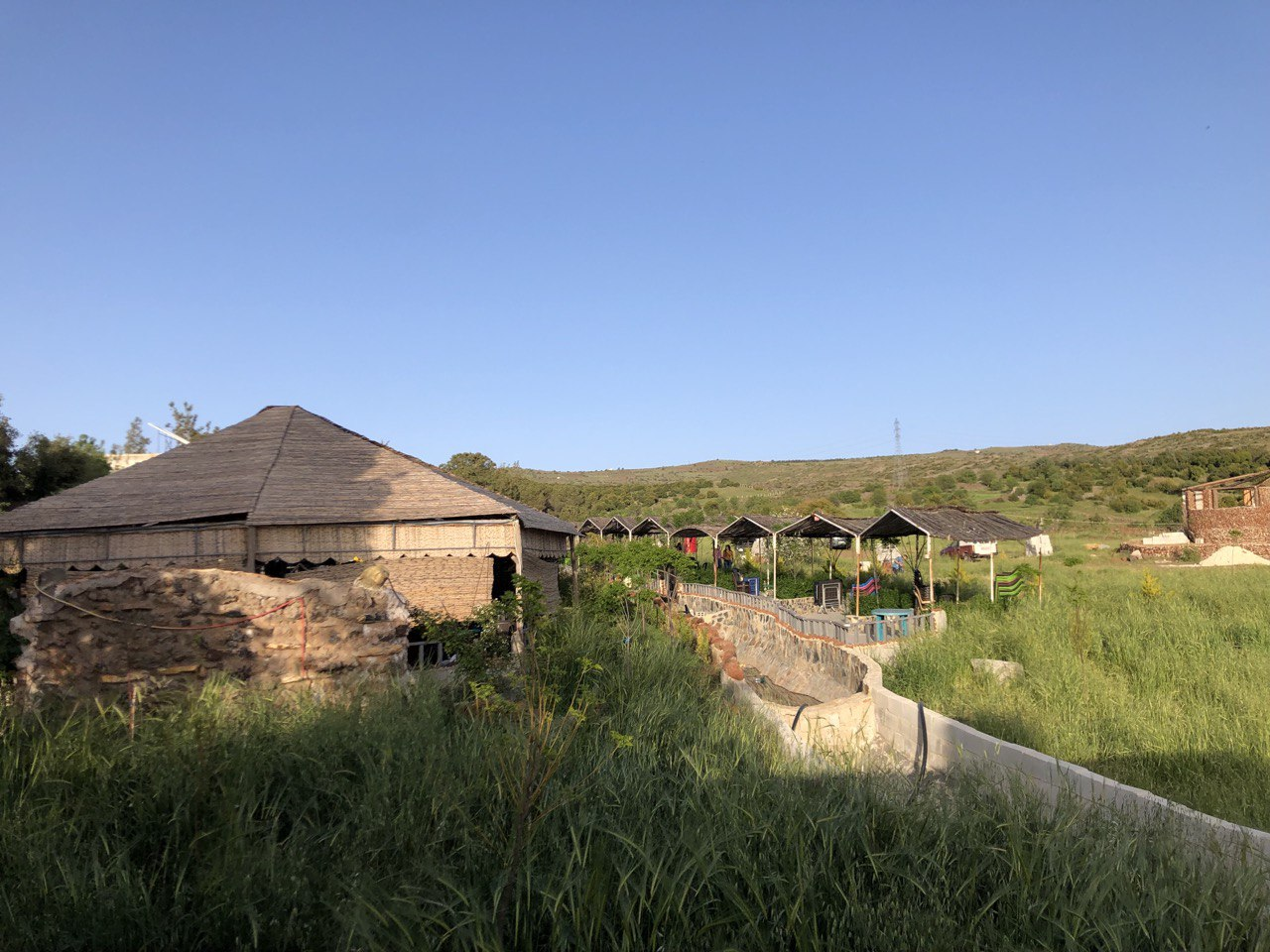
منتزه الصنوبر في بلدة رح، تبدو في أفق الصورة ملامح الطبيعة الخضراء في جبل حوران

## تاريخ
من جبل حوران شارك سكانه في الثورة العربية السورية الكبرى ضد الانتداب الفرنسي على سوريا، كما ولعب دوراً في الاستقلال السياسي لسوريا. وهناك قبائل تسمى أهل الجبل وهم (عشيرة الشرفات وعشيرة العضامات وقبيلة المساعيد من هذيل وقبيلة زبيد من هذيل ) تحالفوا أثناء وجودهم في جبل حوران وأطلق عليهم العرب أهل الجبل. لذلك سمي الجبل بجبل العرب. جميع هذه القبائل تقطن في الأردن حالياً.
وسُمّيَ جبل حوران باسم (أسلداموس) وكان ذلك خلال العهود اليونانية – الرومانية – البيزنطية، أما خلال العصر العربي الإسلامي فقد سُمّي جبل العرب بجبل الريان في بداية العهد الإسلامي والعهد الأموي حتى نهاية العهد العباسي، ويعني الأرض الخصبة المرتوي والمشبع بالخصب،
وسُميَّ الجبل بـ (جبل الريان). حيث تغنّى الشاعر الأموي جرير بن عطية بن حُذيفة فيه قائلاً:

وبعد هجرة الأسر من طائفة بني الحمدان حكام حلب بعد معركة مرج دابق سنة 1515 ميلادية على يد السلطان سليم العثماني، استوطن بعضهم في مدينة السويداء ومدينة شهبا كما استوطن بعضهم الآخر في مدينة صوران وطيبة الإمام محافظة حماة، وبدأت عشائر الموحدين الدروز الرحيل إلى جبل حوران أو جبل الدروز سنة 1707 ميلادية خلال حرب أهلية في قامت في لبنان، وقدِم آخرون من حلب وإدلب. في نهاية القرن السابع عشر وبداية الثامن عشر أصبح يعرف بـ جبل الدروز" حتى عام 1937، حيث
أطلق عليه اسم «جبل العرب» وحالياً يعرف بمحافظة السويداء إحدى محافظات سوريا. كما يُعرف سهل حوران بـ«محافظة درعا» والجولان بـ«محافظة القنيطرة».
يشتهر جبل العرب بمناخه المعتدل المميز في أشهر الصيف، وبشتاء بارد ممطر وتتساقط الثلوج على بلدات ومناطق الجبل المختلفة، ومن أشهر المزروعات العنب التي تنتشر زراعته بشكل كبير وتنتشر كروم العنب في مختلف أرجاء الجبل وتصدّر كميات كبيرة منه، وكميات كبيرة يتم تحولها إلى معامل المشروبات والعصائر في السويداء وكذلك أشجار التفاح والإجاص والمزرعات الموسمية مثل القمح والشعير والخضروات بأنواعها.